# Vika-Hosjö församling
Vika-Hosjö församling är en församling i Falu-Nedansiljans kontrakt i Västerås stift. Församlingen ligger i Falu kommun i Dalarnas län och ingår i Falu pastorat.

## Administrativ historik
Församlingen bildades 2012 genom en sammanläggning av Vika församling och Hosjö församling. Den nya församlingen kvarstod i Falu pastorat.

## Kyrkor
- Vika kyrka
- Hosjö kyrka